# Kopalnia soli Soligorsk
Kopalnia soli Soligorsk – białoruski kombinat czterech kopalni soli potasowej znajdujących się w Soligorsku, w obwodzie mińskim. Największy zakład górniczy w kraju, jeden z największych białoruskich eksporterów oraz jedne z największych na świecie kopalni soli potasowej. Soligorskie kopalnie zarządzane są przez przedsiębiorstwo Biełaruśkalij, będące własnością skarbu państwa.

## Historia
Złoża w okolicy dzisiejszego Soligorska odkryto w 1941, lecz z powodu trwającej wojny nie przeprowadzano wówczas szczegółowych badań geologicznych. Badania i próbne odwierty wykonano w 1949 (pierwszy odwiert rozpoczęto wiercić 11 maja tr.). Pierwszą kopalnię rozpoczęto budować w 1958 wraz z miastem Soligorsk. Pierwszy transport soli wyjechał na powierzchnię 30 kwietnia 1960. Pod koniec lat 60. powstały dwie kolejne kopalnie kombinatu. Czwartą zbudowano w latach 70.

## Geologia i złoża
Najważniejszą kopaliną jest sylwinit, którego miąższość dochodzi do 14 m. Z soli potasowych występuje także karnalit. Pokłady soli potasowych, których wyróżnia się cztery główne, przedzielone są kompleksami halitytu (soli kamiennej). Najbogatsze pokłady zawierają do 25% sylwinitu. Głębokość wydobycia wynosi od 350 do 850 metrów.
W 2006 wydobywano rocznie 7 mln ton soli, co stanowiło 16% światowego eksportu soli potasowej. W 2017 wydobyto 5,5 mln ton tlenku potasu.

## Wpływ na środowisko

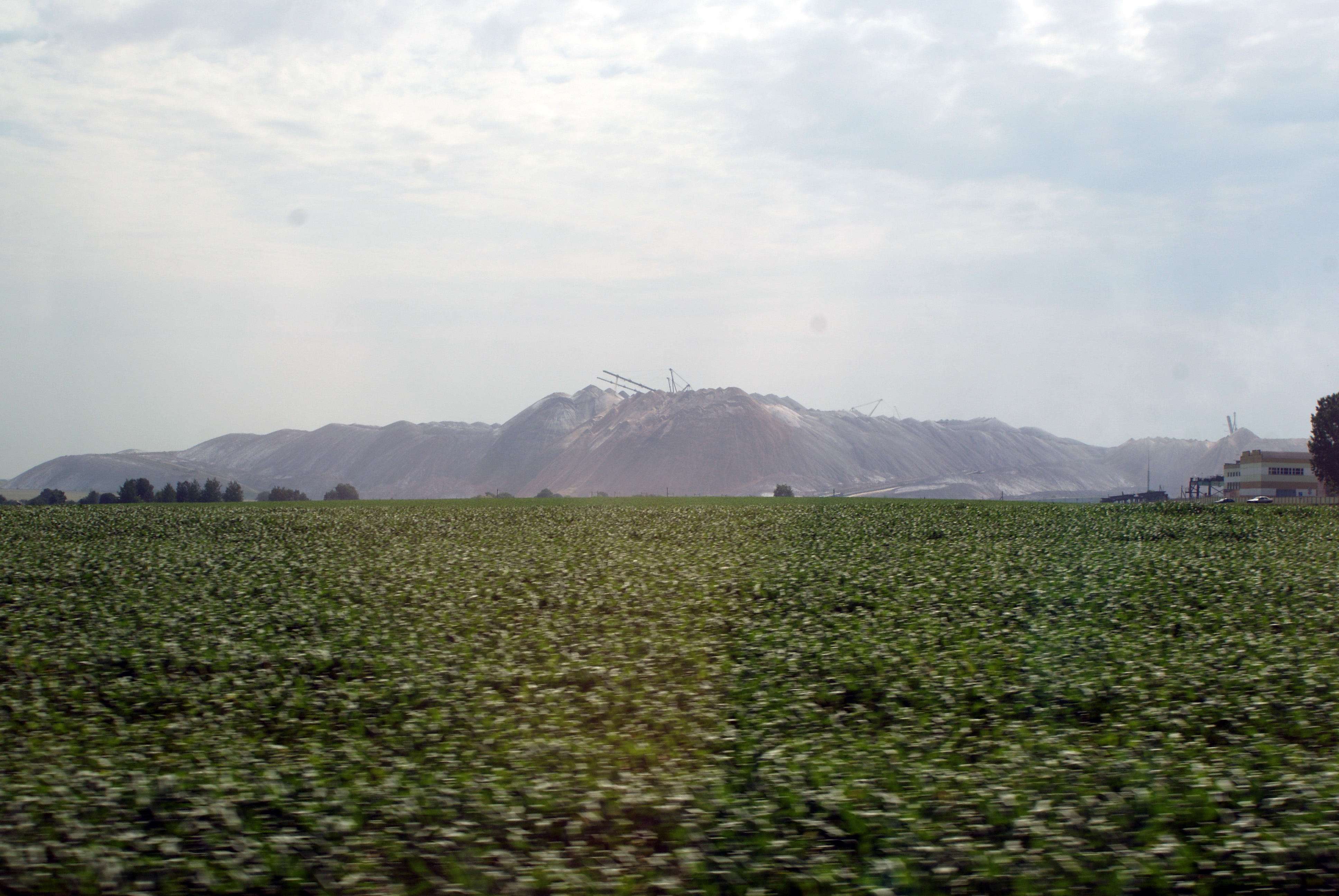
Hałdy w okolicy Soligorska

Przez zaniedbania w dziedzinie ochrony środowiska, sięgające czasów sowieckich, okoliczne środowisko zostało zdegradowane. Hałdy produktów pokopalnianych zajmują 600 hektarów. Na obszarze 20 000 ha ziemia osiadła o ok. 2–4 m. Zmieniły się również stosunki wodne. W wyniku degradacji środowiska zostało opuszczonych kilka wsi.